# Seal Team Four
Das Seal Team Four (auch SEAL Team 4 oder SEAL Team FOUR genannt) ist ein Teil der Naval Special Warfare Group 2 der US-amerikanischen Spezialeinheit der United States Navy Seals. 
Seal Team Four hat einen hispanischen Hintergrund und wird weltweit, wegen des hispanischen Hintergrunds jedoch vor allem in Lateinamerika eingesetzt. Es besteht aus zehn Zügen (engl. Platoons) und umfasst somit zirka 160 Soldaten.